# Фрідріх фон Кляйст
Фрідріх Еміль Фердинанд Генріх фон Кляйст, з 1814 граф Кляйст фон Ноллендорф (9 квітня 1762, Берлін — 17 лютого 1823, там само), був прусським фельдмаршалом. У 1806 році він брав участь у битві під Єною та Ауерштедтом як полковник і генерал-ад'ютант короля Фрідріха Вільгельма III, тоді як генерал-ад'ютантом головнокомандуючого герцога Брауншвейґу був полковник Фрідріх Вільгельм фон Кляйст.

## Життєпис

### Походження
Фрідріх був сином Таємного радника, призначеного в 1754 році деканом кафедральної капітули Бранденбурга Фрідріха Конрада Дітріха Адріана фон Кляйста (1726-1808) і його дружина Луїзи Юліани Шарлотти, уродженої фон Шверін (1736-1779), доньки прусського генерал-лейтенанта Раймара Юлуса фон Шверіна.

### Військова кар'єра

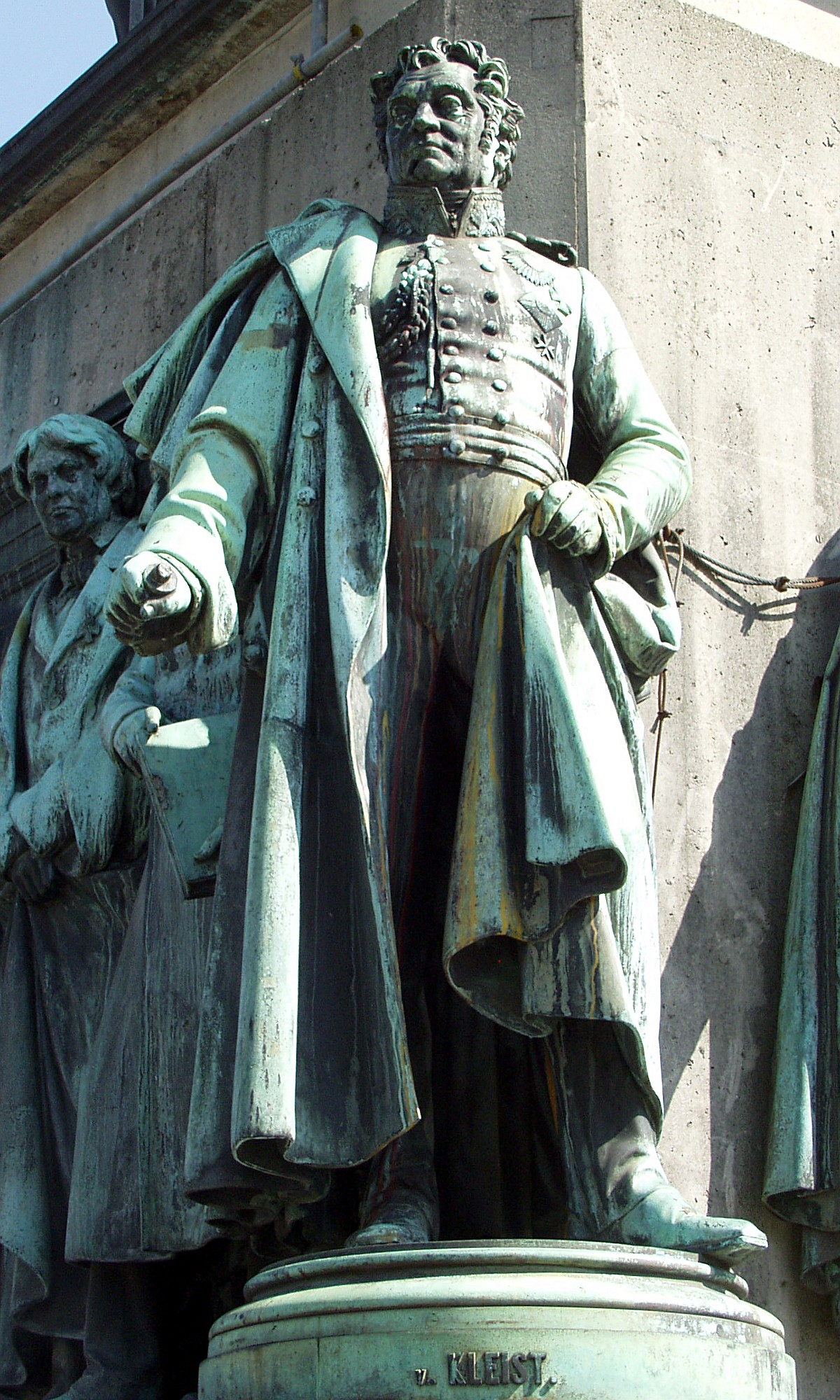
Фігура Графа Кляйста фон Ноллендорфа біля основи кельнського пам'ятника королю Фрідріху Вільгельму III.

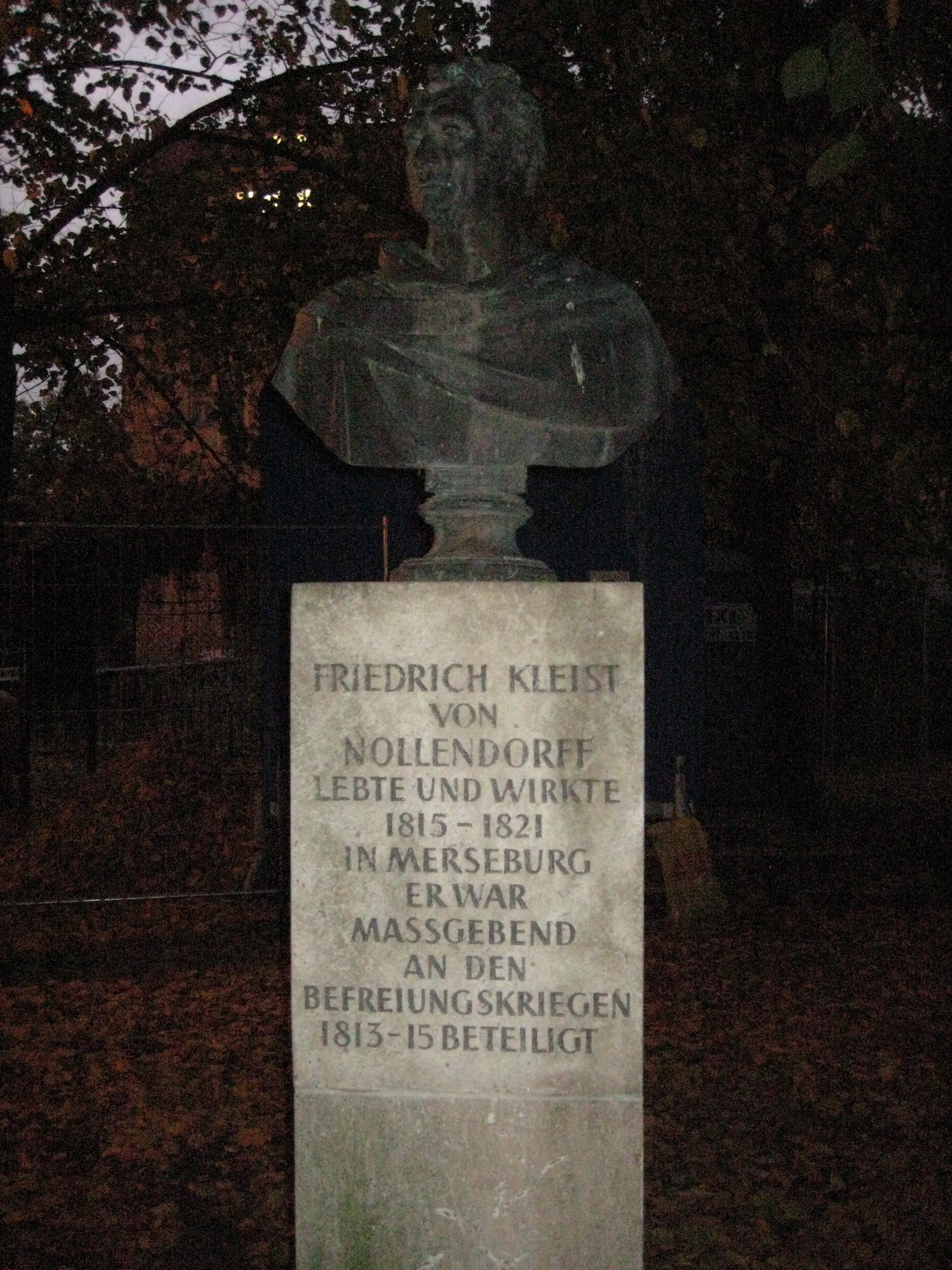
Погруддя Фрідріха Кляйста фон Ноллендорфа в палацових садах Мерзебурґа

У 1774 році Кляйст став пажем при дворі принца Генріха Прусського, а 2. липня 1778 прийнятий фенріхом у піхотний полк «фон Леттов», з яким брав участь у війні за Баварську спадщину. Пізніше Кляйст служив ад'ютантом фельдмаршала фон Меллендорфа, а в 1790 році — квартирмейстером-лейтенантом у Генеральному штабі, де він воював у чині капітана в кампанії 1793/95 проти Франції. Тут він брав участь у боях при Оберурзелі, Оттанґе, Франкфурті-на-Майні, Гохгаймі, Альсгаймі, Цвайбрюккені та Кайзерсляутерні. За свої заслуги Кляйст отримав 4 грудня 1792 нагороду - Орден Pour le Mérite.
Після кількох років командування гренадерським батальйоном у піхотному полку «фон Арніма», він був генерал-ад’ютантом короля з 1803 до 1807 року. Наприкінці 1808 року, будучи генерал-майором, він отримав командування Нижньосілезькою бригадою у Франкфурті (на Одері), а в 1809 році комендатуру Берліна.
У війні проти Росії в 1812 році Кляйст командував піхотою прусського допоміжного корпусу під командуванням Людвіґа Йорка фон Вартенбурґа, а на початку визвольної війни в 1813 році в чині генерал-лейтенанта пруссько-російським корпусом, з яким воював вночі на 17 квітня, постаравшись захопити французів зненацька у Віттенберзі, здійснив успішну битву. Коли армія коаліційних військ форсувала Ельбу біля Дрездена, Кляйст зайняв переправу Заале біля Галле. Тут він протримався до 28 квітня, але наступного дня відступив через Шкойдіц. У Баутцені він обороняв 20 травня з невеликими силами переправу через Шпрее біля Берка так довго, що дозволив Милорадовичу  зміг евакуюватися без втрат.з Баутцена. Як повноважний представник Пруссії, він підписав 4 червня Плесвіцке перемир'я.
Після його закінчення Кляйст командував II прусським армійським корпусом, який приєднався до основної армії коаліції в Богемії. У битві під Дрезденом він очолював другу наступальну колону. Під час відступу він пройшов через гребінь гір до Ноллендорфа в тилу Вандамма і вирішив своєю атакою 30 серпня результат битви під Кульмом. За заслуги в битвах під Кульмом і Ноллендорфом 1 червня 1814 прусський король підніс його до спадкового статусу графа з титулом «фон Ноллендорф».
У Битві народів під Ляйпціґом він успішно бився на лівому крилі великої армії під Марклеберґом, потім блокував місто Ерфурт з його цитаделлю Петерсберґ разом з ІІ прусським армійським корпусом, а пізніше пішов з армією до Франції, де в Етожі 14 лютого 1814 бився під командуванням Блюхера. Перемога під Лаоном була здобута, зокрема, завдяки рішучості його та Йорка розпочати наступ увечері. Перед Парижем Кляйст брав участь у битві при Віллетті. У 1814 році король зробив його генералом від інфантерії.
Після укладення миру Кляйст отримав загальне командування провінцією Саксонія в Мерзебурзі. Маєток Штеттерлінґенбурґ поблизу Гальберштадта був переданий йому як подарунок. У 1821 році після від'їзду він був призначений фельдмаршалом. Після цього він перебував у своїх маєтках, включаючи Вюльпероде.

### Відзнаки
Кляйст був кавалером французького ордена Почесного легіону, кавалером ордена Святого Іоанна, кавалером ордена Червоного Орла I ступеня та Великого хреста Залізного хреста (для Ляйпціґа) та ордена Святого Володимира II класу. За переможний результат битви під Кульмом Кляйст став 30 вересня 1813 Кавалером ордена Чорного Орла.
Гренадерський полк «Граф Кляйст фон Ноллендорф» (1. Західна Пруссія) № 6 носив його ім’я на знак пам'яті, поки не був розпущений наприкінці 1918 року. Ноллендорфпляц і Кляйстштрассе в Берліні вшановують його пам'ять.
7 червня 1821 року місто Мерзебурґ присвоїло йому статус першого почесного громадянина.

### Сім'я
Кляйст одружився з Герміною Кароліною Шарлоттою фон Ретцов (1767–1838) у Берліні в 1787 році. Вона була дочкою лицарського радника Вільгельма Леопольда фон Ретцова (1729-1803) та його дружини Генрієтти Крістін Фрідеріке, уродженої фон Тіле, і була онукою генерала Вольфа Фрідріха фон Ретцова. У пари народилося двоє синів і дочка. Один із синів рано помер, інший син Герман (1804-1870) став окружним адміністратором у Гальберштадті і був одружений з Генрієттою фон Ґустедт (* 1809). Дочка Герміна Генрієтта Гелен Леопольдіна (1785-1840) вийшла заміж за підполковника Тімона Віктора Барона фон Лав'єра.

## Вебпосилання
- Меморіал у Мерзебурзі